# Caddebostan
Caddebostan là một xã thuộc huyện Kadıköy, tỉnh Istanbul, Thổ Nhĩ Kỳ.